# Кравиц, Нина
Нина Кравиц (англ. Nina Kraviz) — российский диджей, музыкальный продюсер и певица.

## Карьера
Родилась 16 октября 1987 года и выросла в Иркутске. Вспоминала, что её отец представлял собою «настоящего меломана с большой коллекцией рока, поп-музыки и джаза». О матери в 2013 году упоминала: «Мама преподаёт английский в университете, она кандидат наук».
В 19 лет, в начале 2000-х годов, перебралась в Москву. Как вспоминала сама: «В Москву приехала после школы поступать на стоматолога, а уже на втором курсе устроилась в легендарный журнал „Птюч“. Там проработала года три, вплоть до его закрытия».
Получила стоматологическое образование. Некоторое время работала по специальности (как вспоминала сама в 2008 году — к тому времени уже год как отказавшись от продолжения медицинской карьеры: «Я старалась совмещать работу диджея и врача-стоматолога восемь лет подряд»; согласно другим своим словам, «провела» 9 лет в медицине: «Поступила в Иркутске на стоматолога, потом переехала со своей первой любовью в Москву и со второго курса стала учиться в третьем меде»), была ведущей шоу на иркутском радио, писала фэнзин (согласно ещё одному собственному утверждению: «В конце 90-х, изучая медицину в университете, также стала радиоведущим и устроилась журналистом в музыкальный журнал»; а в Москву переехала в 2000 году). Вспоминала, что ей нравилась профессия врача, что «целый год почти бесплатно работала на государство в зубоврачебном кабинете в школе, чтобы мне дали ординатуру от московского правительства». «Я умудрялась выполнять тысячу дел: диджеила, брала интервью, занималась гастролями артистов в агентстве Caviar Lounge, а потом приходила утром в клинику… В московской тусовке никто не представлял, что днем я в белом халате лечу зубы ветеранам войн и советским космонавтам в челюстно-лицевом госпитале».
Как диджей выступает с 2003 года. В 2005 году подала заявку и была принята на Red Bull Music Academy в Сиэтл, однако не смогла приехать из-за проблем с визой. Тем не менее она смогла побывать на RBMA в Мельбурне в 2006 году. В 2008 году стала резидентом клуба «Пропаганда» в Москве (вела там «вечеринки „Voices“… Те два года, когда мы вместе с Левой Тимошовым их делали, задали определённый фундамент, чтобы глубже погрузиться в гастрольную деятельность»).
Выпустила свой дебютный альбом Nina Kraviz в феврале 2012 года через лейбл Rekids, он получил смешанно-положительные отзывы. Её видео Between the Beats: Nina Kraviz было выпущено в марте 2013 года. Благодаря этому видео Нина Кравиц обратила на себя внимание, оно дало начало дискуссии о феминизме и сексуальности в электронной музыке.
Едва ли не самым популярным сейчас российским музыкантом в мировом масштабе является Нина Кравиц... крайне успешная электронная артистка, которая собирает залы в Англии, Испании и Юго-Восточной Азии и появляется на обложках журналов.
Кравиц основала свой собственный лейбл под названием «трип» в 2014 году. Под этим лейблом она издаёт молодых российских музыкантов. В 2017 году запустила подлейбл «трипа» GALAXIID. По состоянию на 2019 год, лейблы Кравиц выпускали музыку групп «PTU», «Виды Рыб», «Solar Х», электро-музыканта Никиты Забелина, техно-диджеев Филиппа Горбачева и Buttechno, а также некоторых зарубежных исполнителей.
В 2020 году приняла участие в написании музыки для игры Cyberpunk 2077, также озвучила в самой игре своё камео в русской и английской версиях. В том же году она выступила на нескольких музыкальных фестивалях. В марте 2020-го Кравиц выступила на онлайн фестивале техно-клуба «Мутабор» с Софией Родиной, Филиппом Горбачевым, Наташей Абель и группой «Speadball Trio». В том же году на фестивале «Present Perfect» в Санкт-Петербурге она была в составе хедлайнеров вместе с Kate NV, Glintshake/ГШ, Buttechno, Филиппом Горбачевым, Moa Pillar & Ушко.
В 2022 году организаторы фестивалей «PollerWiesen» в Дортмунде, «The Crave» в Гааге и «Movement Detroit» в штате Мичиган отменили выступления Кравиц на фоне вторжения России в Украину.

## Личная жизнь
Бывший муж — продюсер Сергей Члиянц.

## Дискография

### Альбомы
- Nina Kraviz (2012)[25]

### Ремикс-альбомы
- The Remixes (2012)

### EP
- First Time EP (2009)
- Ghetto Kraviz (2011)
- Mr Jones (2013)[26]
- stranno stranno. neobjatno. (2019)

### DJ-миксы
- DJ-Kicks (#48) (2015)
- fabric 91 (2016)

### Синглы
- «Voices» (2009)
- «Pain in the Ass» (2009)
- «Hotter Than July» (2009)
- «I’m Week» (2010)
- «Moses» (vs. Sascha Funke; 2010)
- «Zlobnii Mikrob» (2010)
- «The Loop» (2010)
- «Aus» (2012)
- «Choices» (2012)
- «Taxi Talk» (2012)
- «Let’s Do It» (2015)
- «Don’t Mind Wrong Keys» (2015)
- «Pochuvstvui» (2017)
- «You Take» (2017)
- «Opa» (2018)
- «Hi Josh» (2018)
- «This Time» (2021)
- «Skyscrapers» (2021)
- «Hace ejercicios» (2022)
- «Tarde» (2023)

## Награды и номинации
| Год  | Награда        | Номинация | Результат |
| ---- | -------------- | --------- | --------- |
| 2015 | DJ Awards      | «Техно»   | Номинация |
| 2018 | DJ Mag Top 100 | «Best DJ» | 97        |
| 2019 | DJ Mag Top 100 | «Best DJ» | 60        |
| 2020 | DJ Mag Top 100 | «Best DJ» | 66        |